# بريان لي أومالي
بريان لي أومالي هو فنان قصص مصورة وموسيقي كندي، ولد في 21 فبراير 1979 في لندن في كندا.

## وصلات خارجية
- الموقع الرسمي
- بريان لي أومالي على موقع IMDb (الإنجليزية)
- بريان لي أومالي على موقع ميوزك برينز (الإنجليزية)
- بريان لي أومالي على موقع ميوزك برينز (الإنجليزية)
- بريان لي أومالي على موقع ديسكوغز (الإنجليزية)
- بريان لي أومالي على موقع ديسكوغز (الإنجليزية)
- بريان لي أومالي على موقع قاعدة بيانات الفيلم (الإنجليزية)